# Ford Saarlouis Body & Assembly

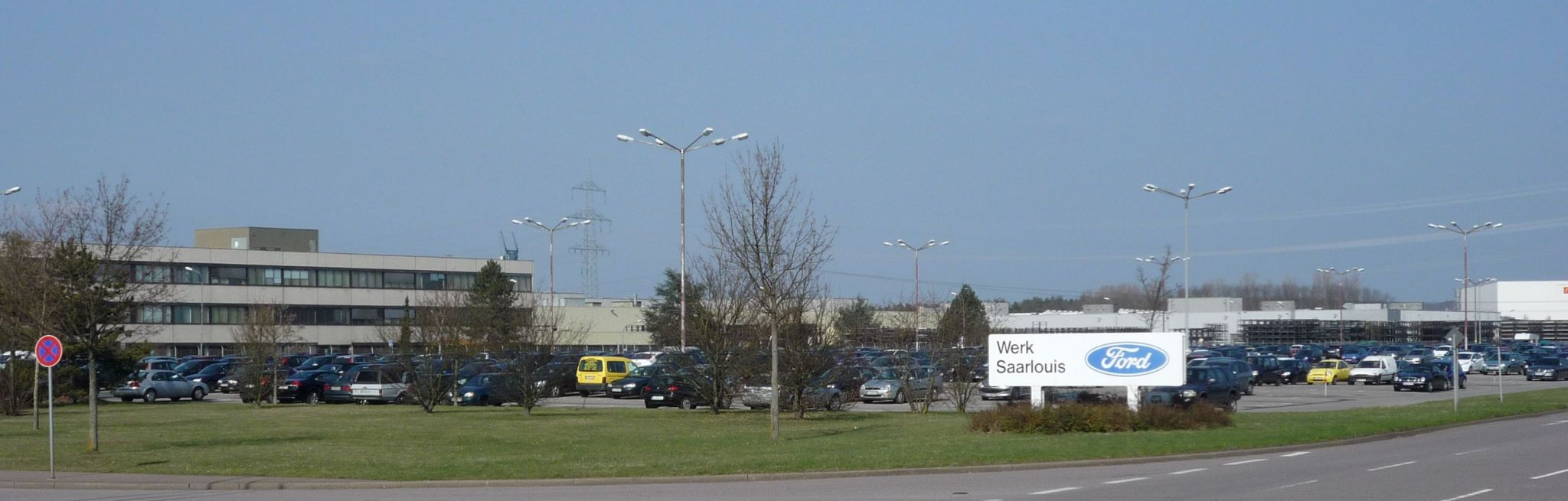
Ford-Werk Saarlouis

Ford Saarlouis Body & Assembly (SB&A) ist ein Automobilwerk am westlichen Stadtrand von Saarlouis im Saarland. Es gehört zur Ford-Werke GmbH, der deutschen Tochtergesellschaft des US-amerikanischen Kfz-Herstellers Ford Motor Company.

## Geschichte
Der Bau des Werks begann 1966 auf dem 288.000 m² großen Gelände eines ehemaligen Flugplatzes. Am 16. September 1966 wurde der Grundstein gelegt. 1968 begann die Produktion von Karosserieteilen für Renault. Das Werk begann am 16. Januar 1970 mit der Automobilproduktion und wurde sechs Monate später im Juni 1970 in Anwesenheit von Henry Ford II offiziell eröffnet. Es sollte gemeinsam mit dem Werk in Halewood den kurz vorher eingeführten Ford Escort produzieren, mit dem Ford gegen den Opel Kadett auf den Märkten Kontinentaleuropas antrat.
Zum Zeitpunkt der Werkseröffnung war Großbritannien, wo der Escort seit Ende 1967 produziert wurde, nicht Teil der Europäischen Wirtschaftsgemeinschaft, und es war nicht klar, ob oder wann es beitreten würde.
Im Juni 2019 kündigte Ford an, die Zahl der Schichten in Saarlouis zu reduzieren, um Kosten zu senken. Dies sei Teil eines europaweiten Umstrukturierungsplans, der die Schließung mehrerer Montagewerke auf dem Kontinent vorsehe.
Im Juni 2022 kündigte Ford an, seine zukünftigen Elektromodelle bei Ford Valencia Body & Assembly zu produzieren, wodurch die Zukunft des Werks Saarlouis bis 2024 ungewiss blieb.
Im Februar 2024 wurde nach Verhandlungen mit der IG Metall, ein Sozialtarifvertrag geschlossen. Dieser sieht vor, 1000 Mitarbeiter bis 2032 weiterhin zu beschäftigen und weitere Mitarbeiter durch eine Tarifgesellschaft zu übernehmen. Ab November 2025 werden am Standort voraussichtlich nur noch Ersatzteile für den europäischen Markt hergestellt und der Fahrzeugbau eingestellt.
Zwischen Herbst 2023 und Ende 2024 wurden im Rahmen eines  Forschungsprojekts der Arbeitskammer Interviews mit Beschäftigten, Betriebsratmitgliedern und Gewerkschaftern geführt, um die Transformation aus Sicht der Arbeitnehmer zu dokumentieren.
Das Werksgelände wurde im Dezember 2024 von der gwSaar, einer landeseigenen Gesellschaft, für 95 Millionen Euro erworben.
Das Pharmaunternehmen Vetter erwarb 40 Hektar des Geländes und plant dort eine Produktionsstätte, welche 2000 Arbeitsplätze schaffen soll.

## Aktuell produziertes Modell
| Modell     | Produktionszeit         |
| ---------- | ----------------------- |
| Ford Focus | 10. August 1998 – heute |

## Ehemals produzierte Modelle
| Modell      | Produktionszeit                                       |
| ----------- | ----------------------------------------------------- |
| Ford Escort | 1970 – 1998 (6.517.352 Stück in Saarlouis produziert) |
| Ford Capri  | 1971 – 1975                                           |
| Ford Fiesta | 1976 – 1980                                           |
| Ford Orion  | 1983 – 1990                                           |
| Ford Focus  | 1998 – heute                                          |
| Ford C-Max  | 2003 – 2010 und 2015 – 2019                           |
| Ford Kuga   | 2008 – 2012                                           |

Das Werk produzierte 1990 sein fünfmillionstes Fahrzeug und am 1. Juli 2005 das zehnmillionste.

## Galerie der produzierten Modelle

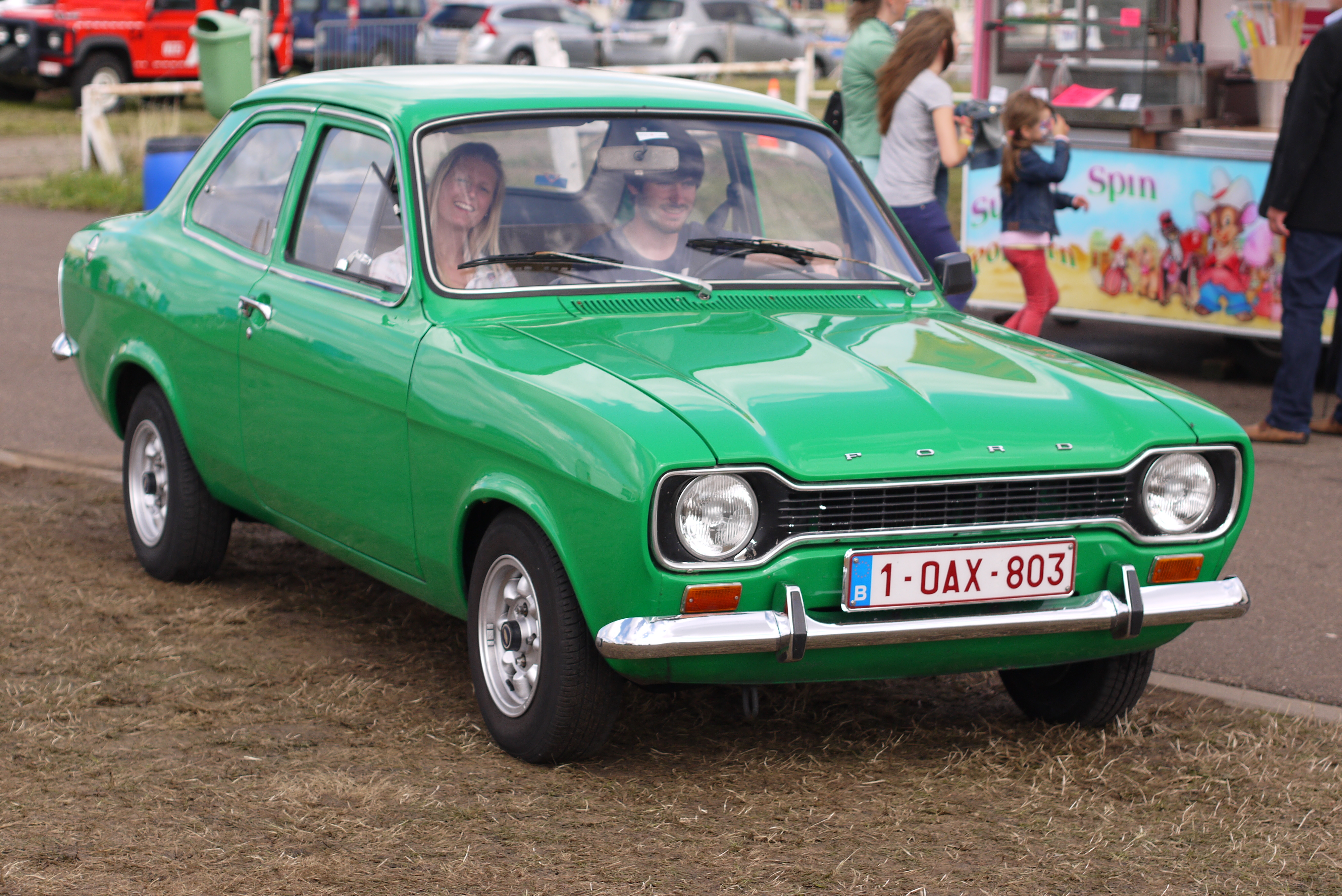
Escort I
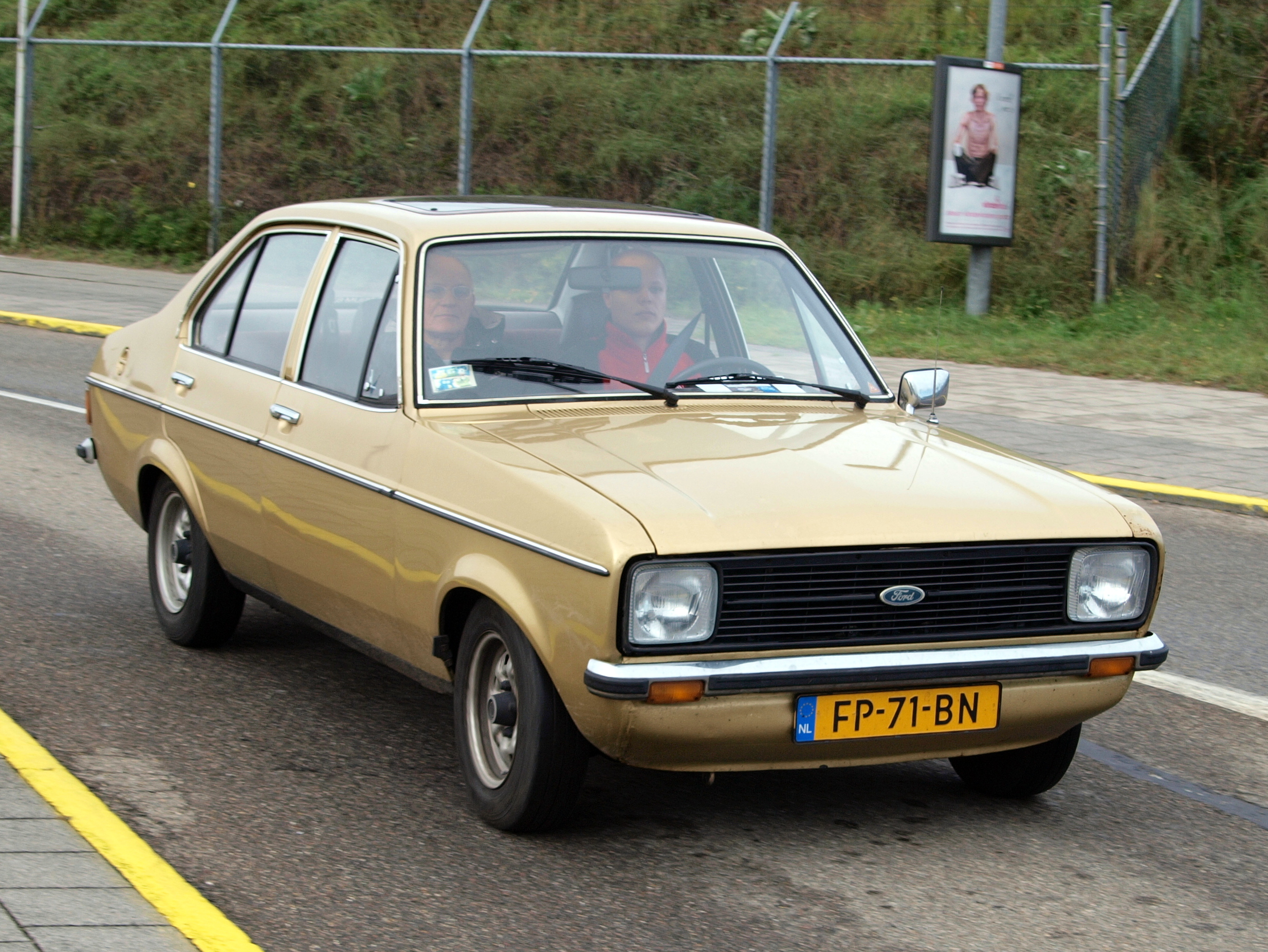
Escort II
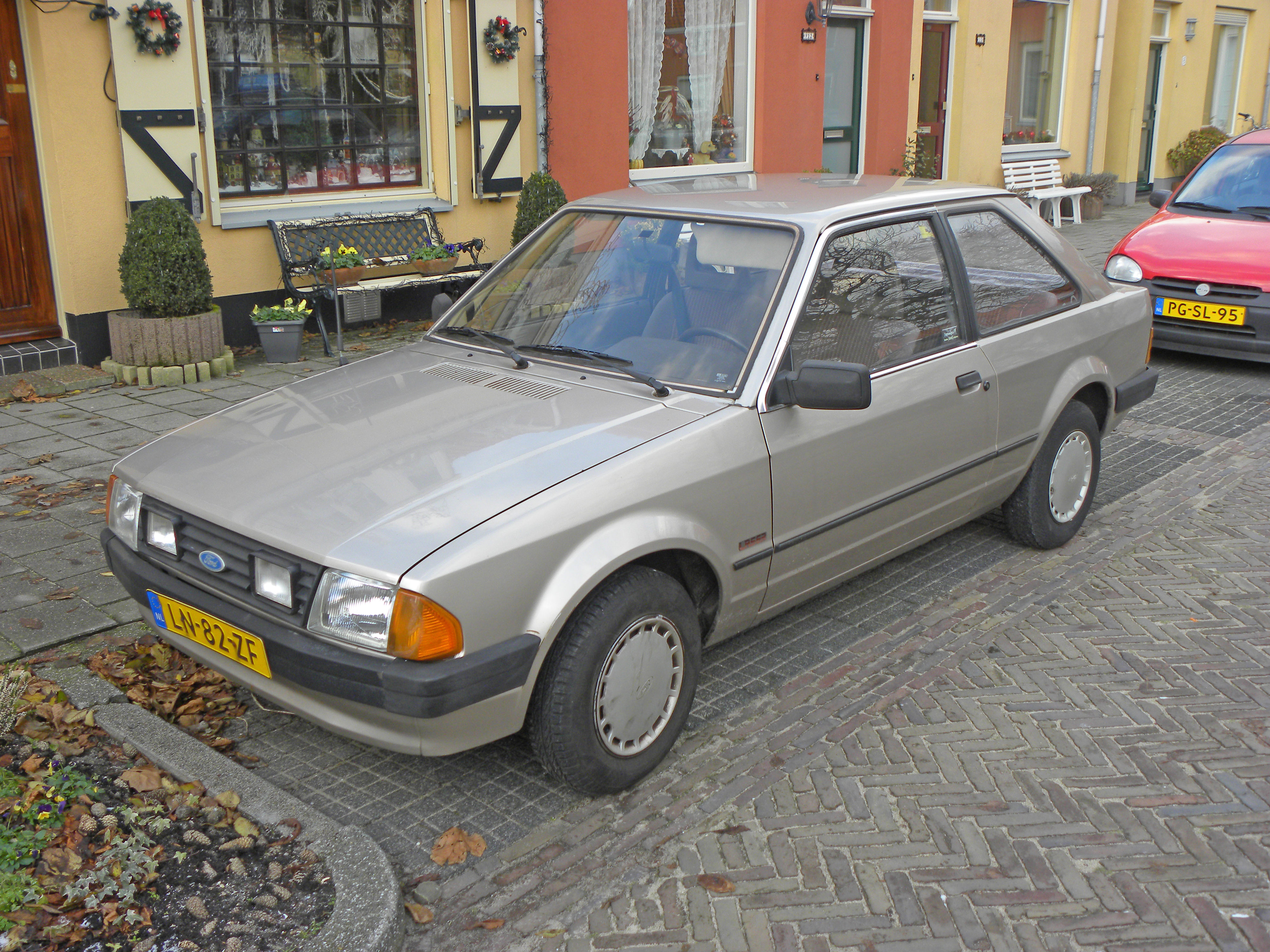
Escort III
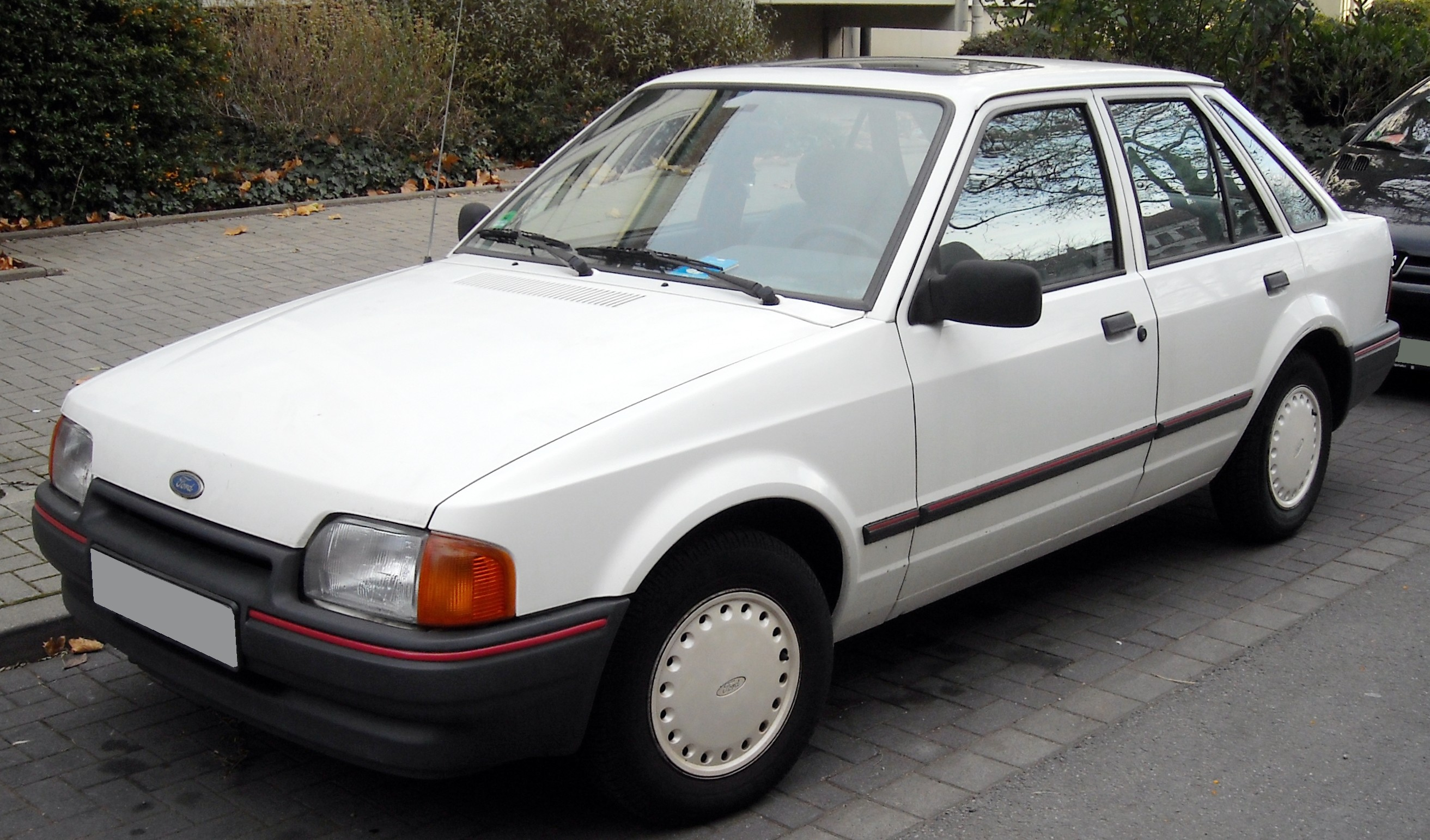
Escort IV
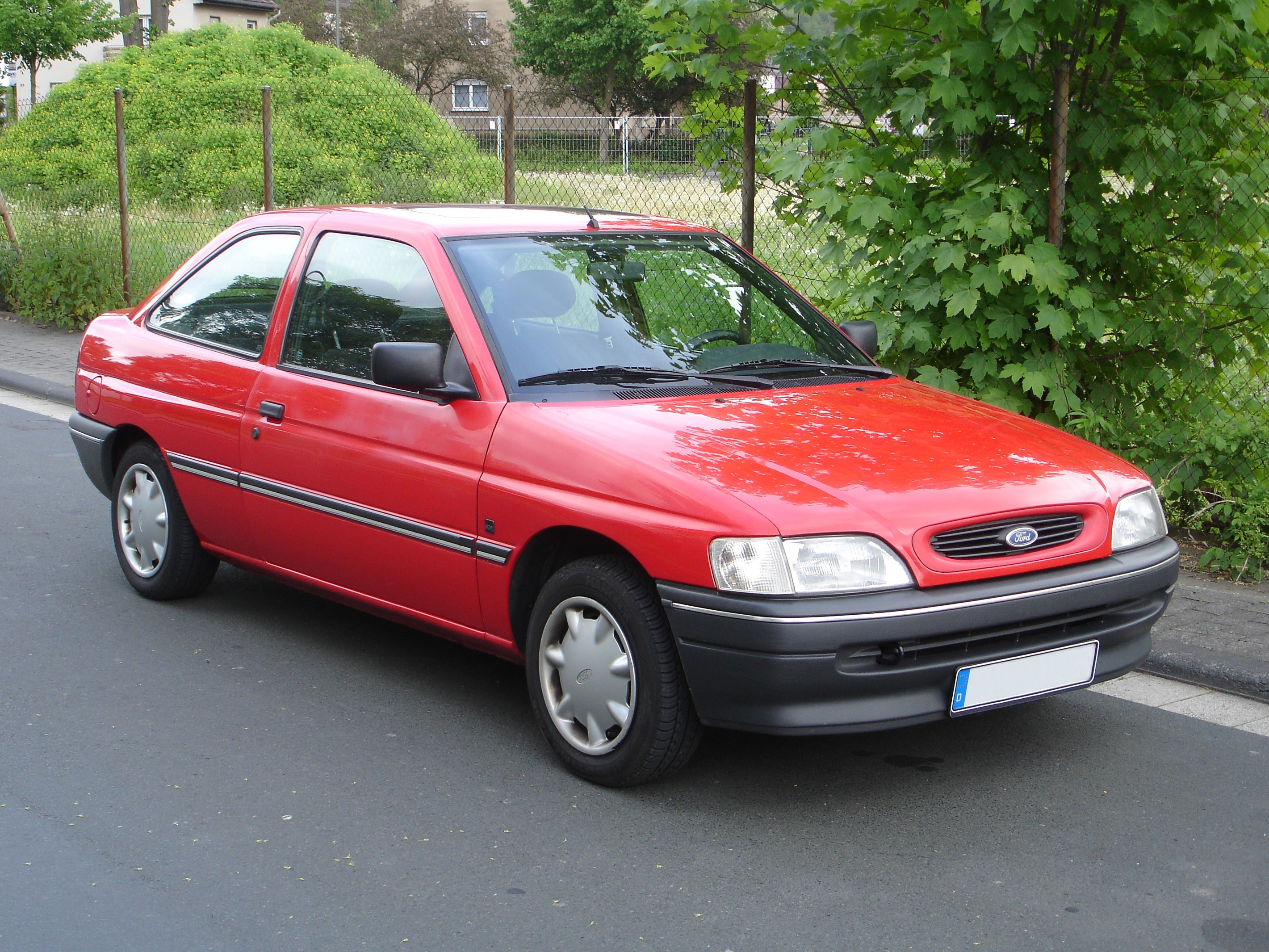
Escort V
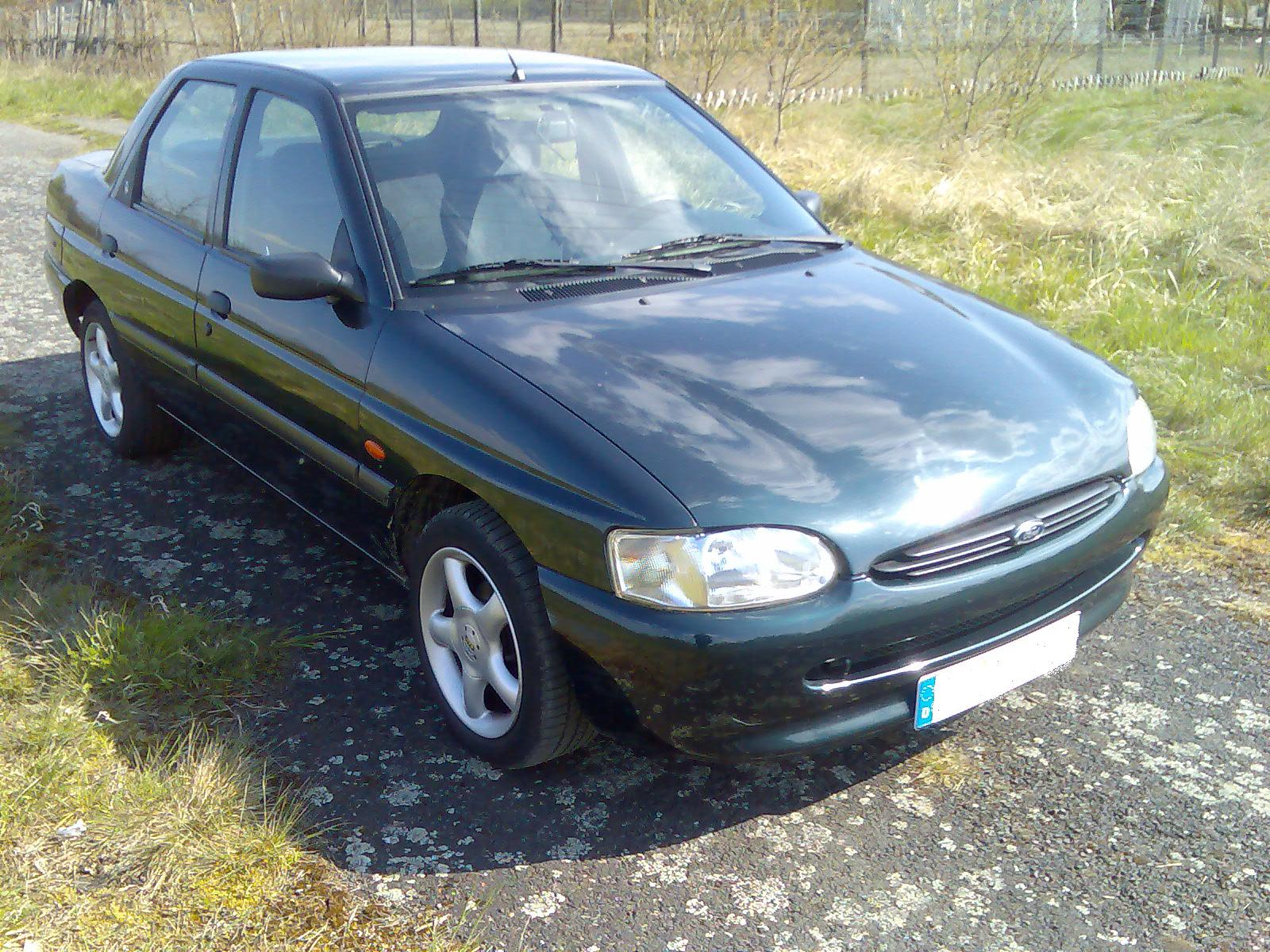
Escort VI
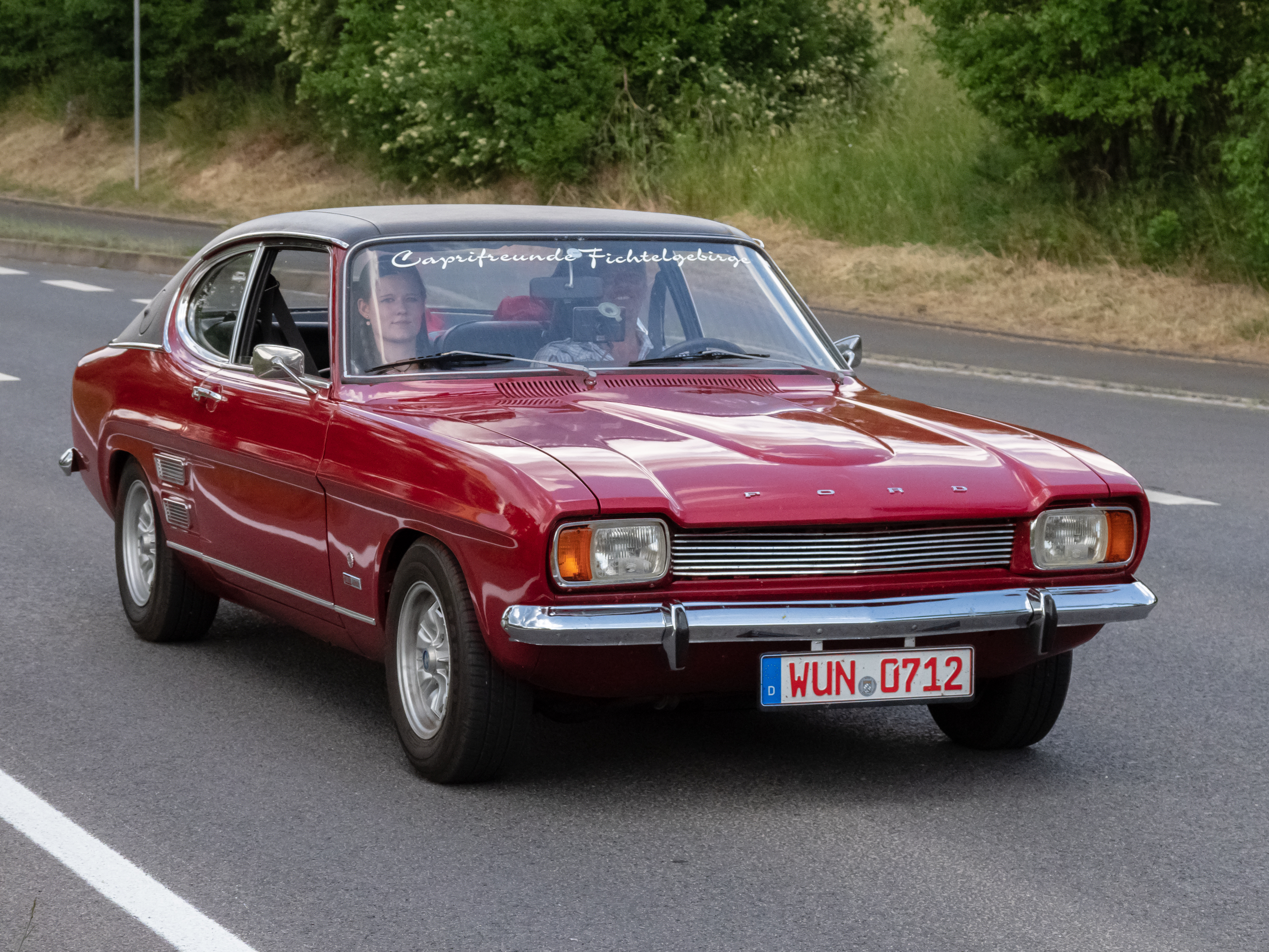
Capri I
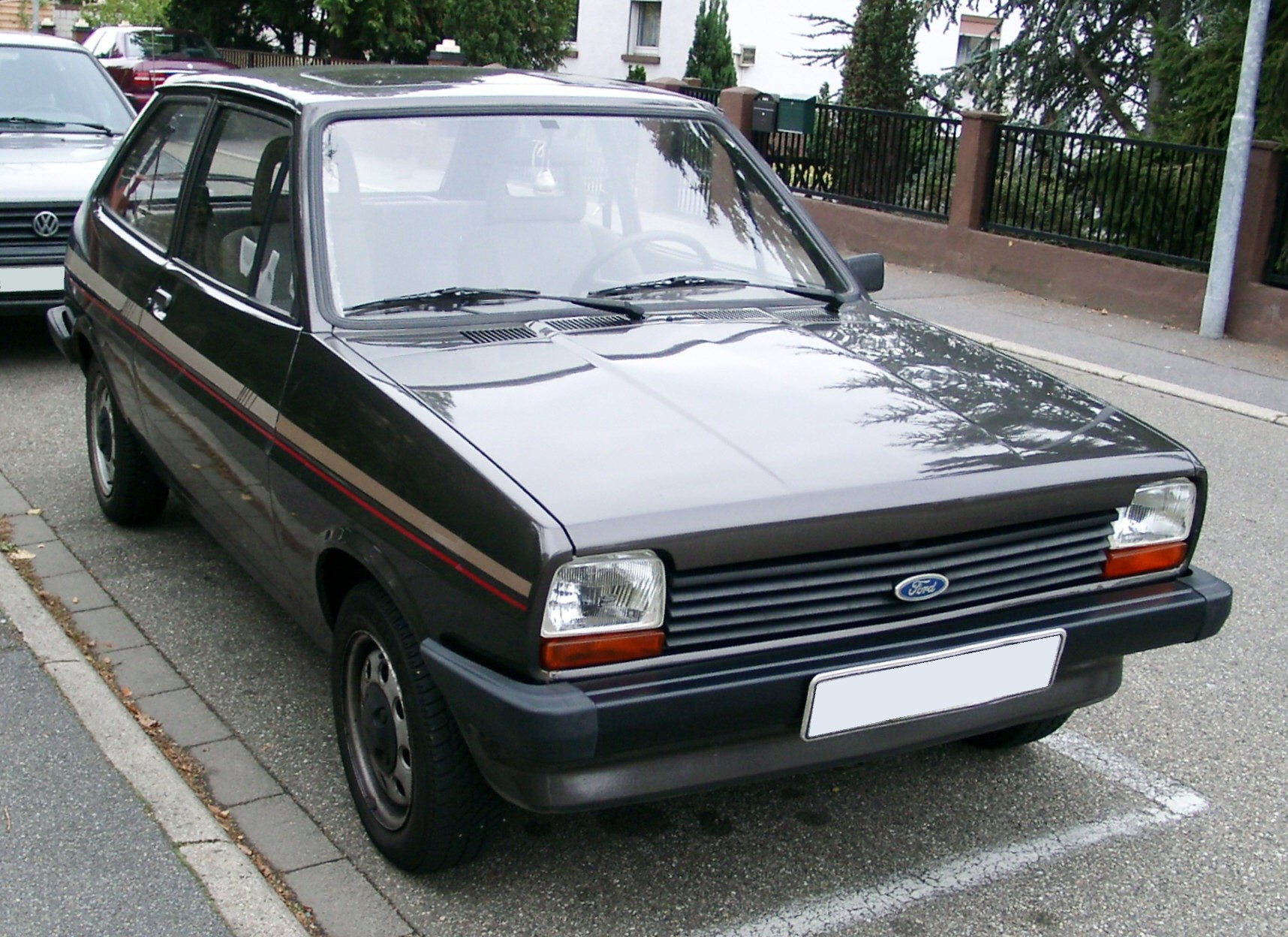
Fiesta I
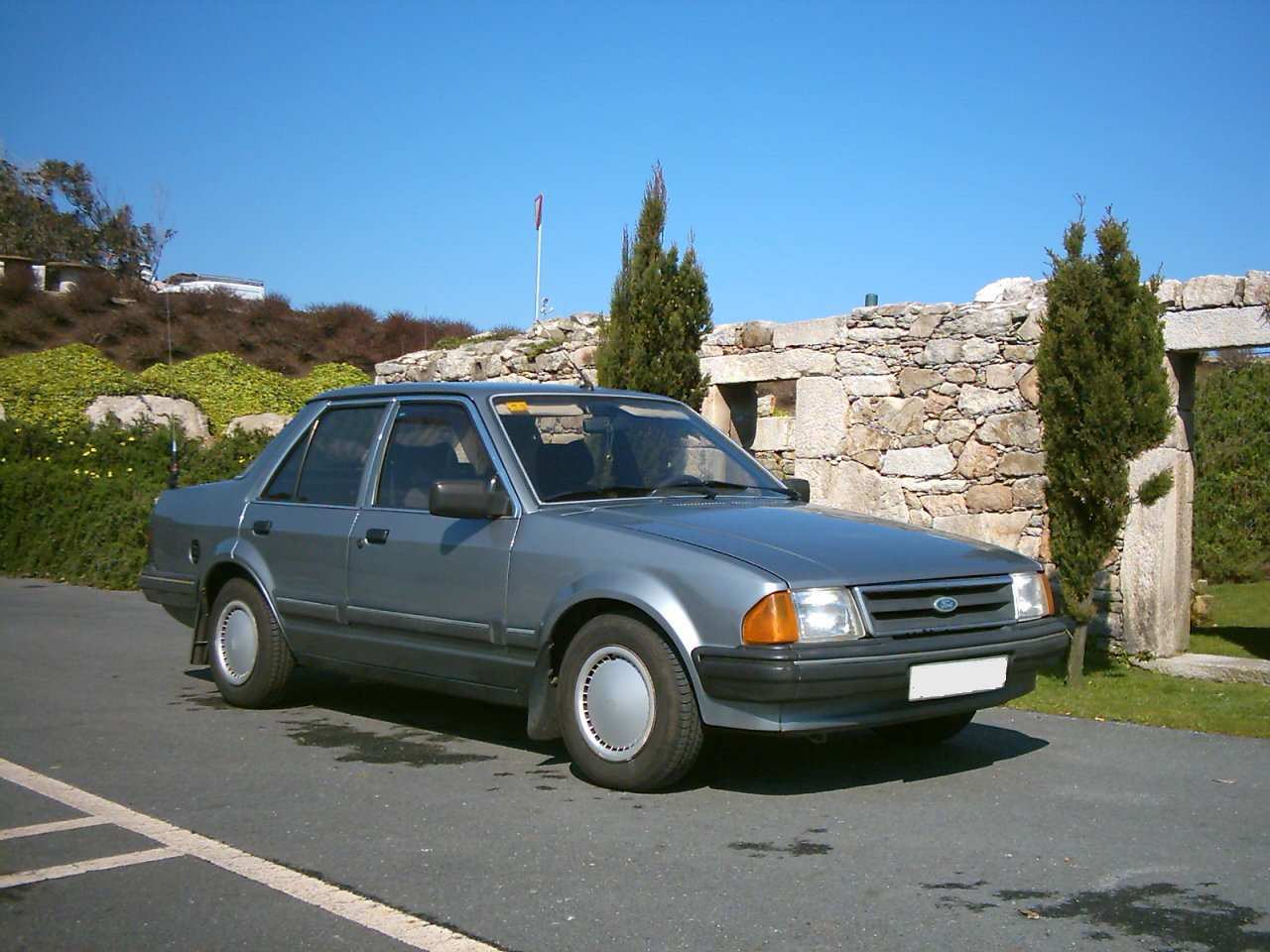
Orion I
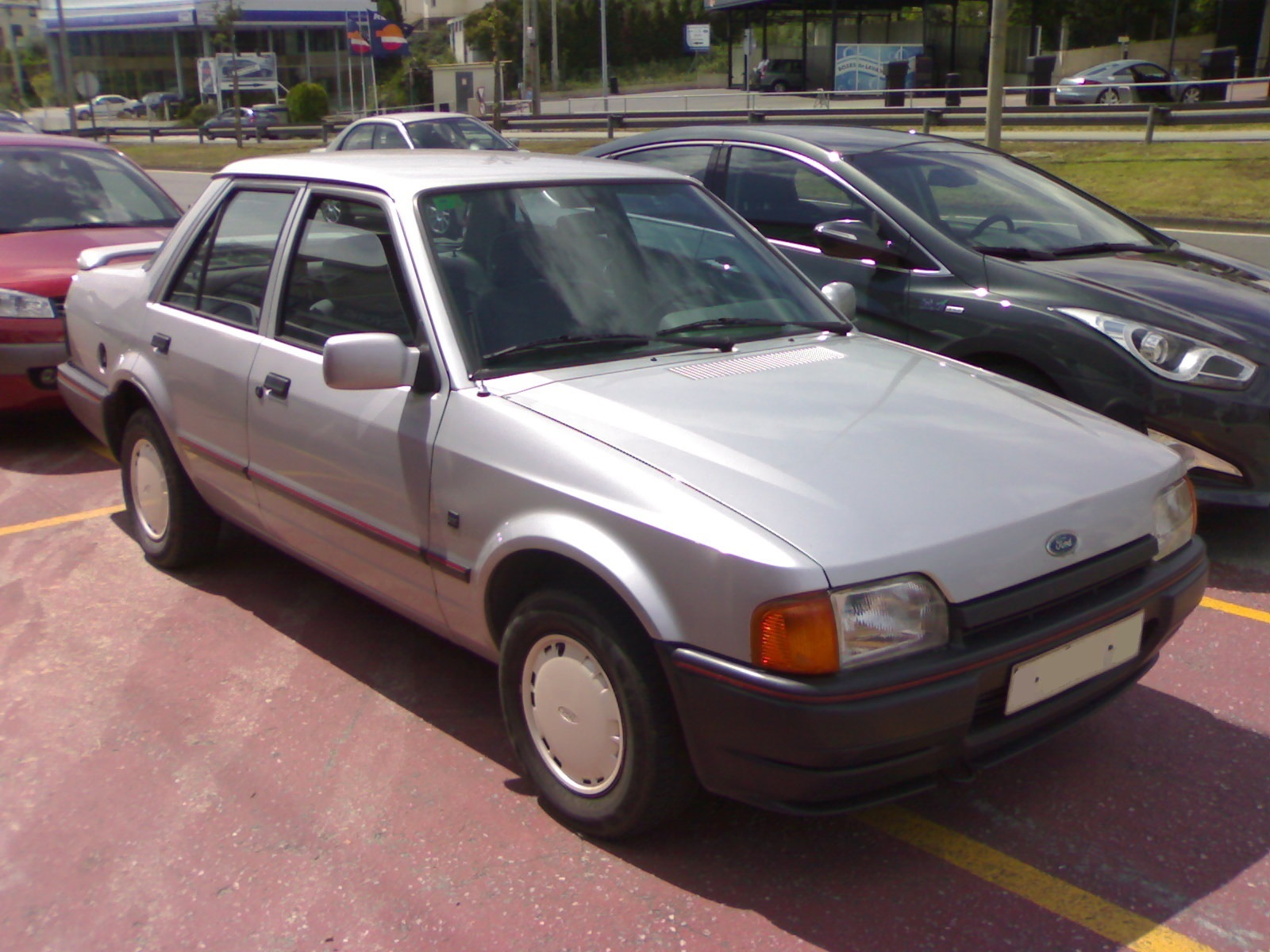
Orion II
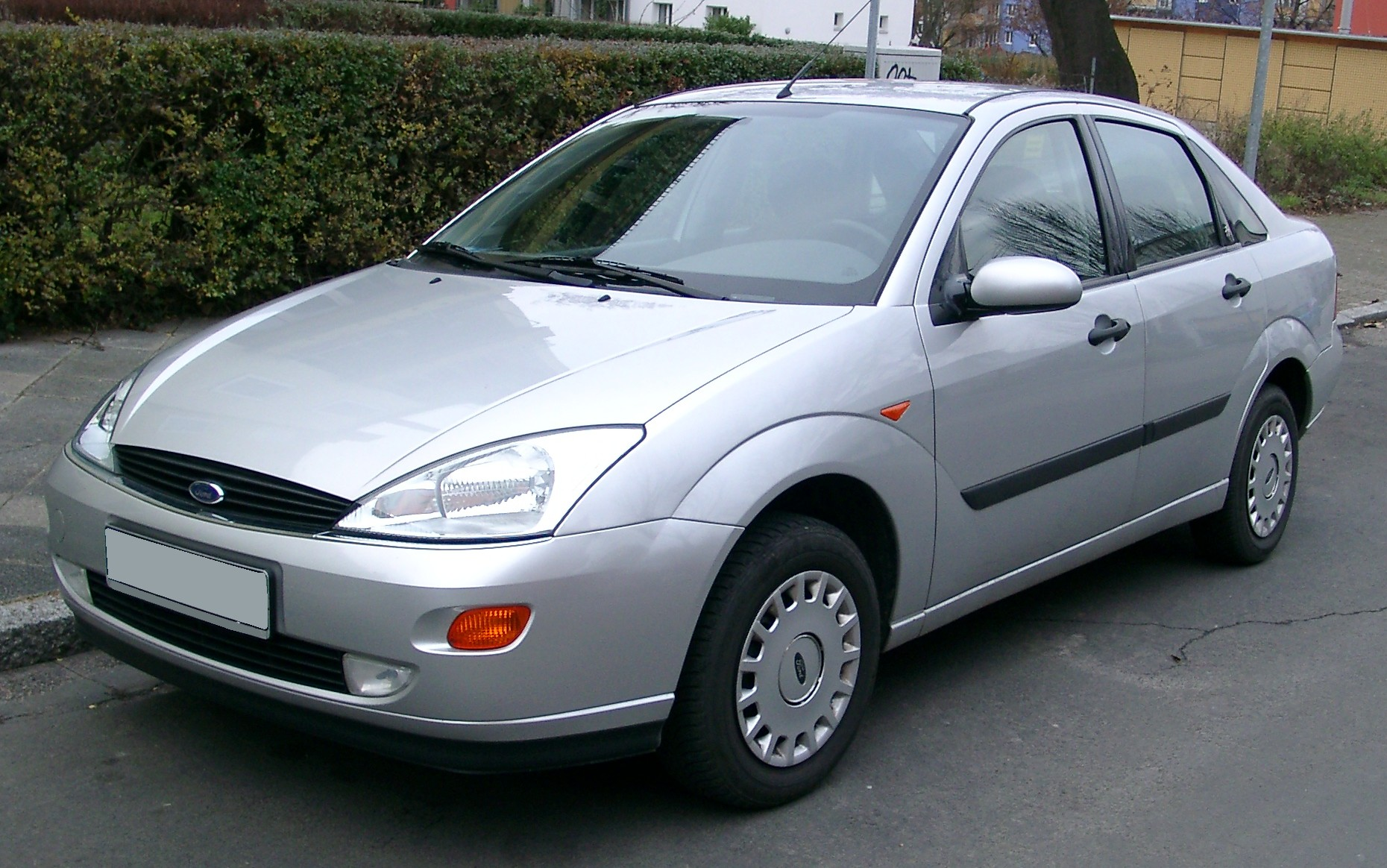
Focus I
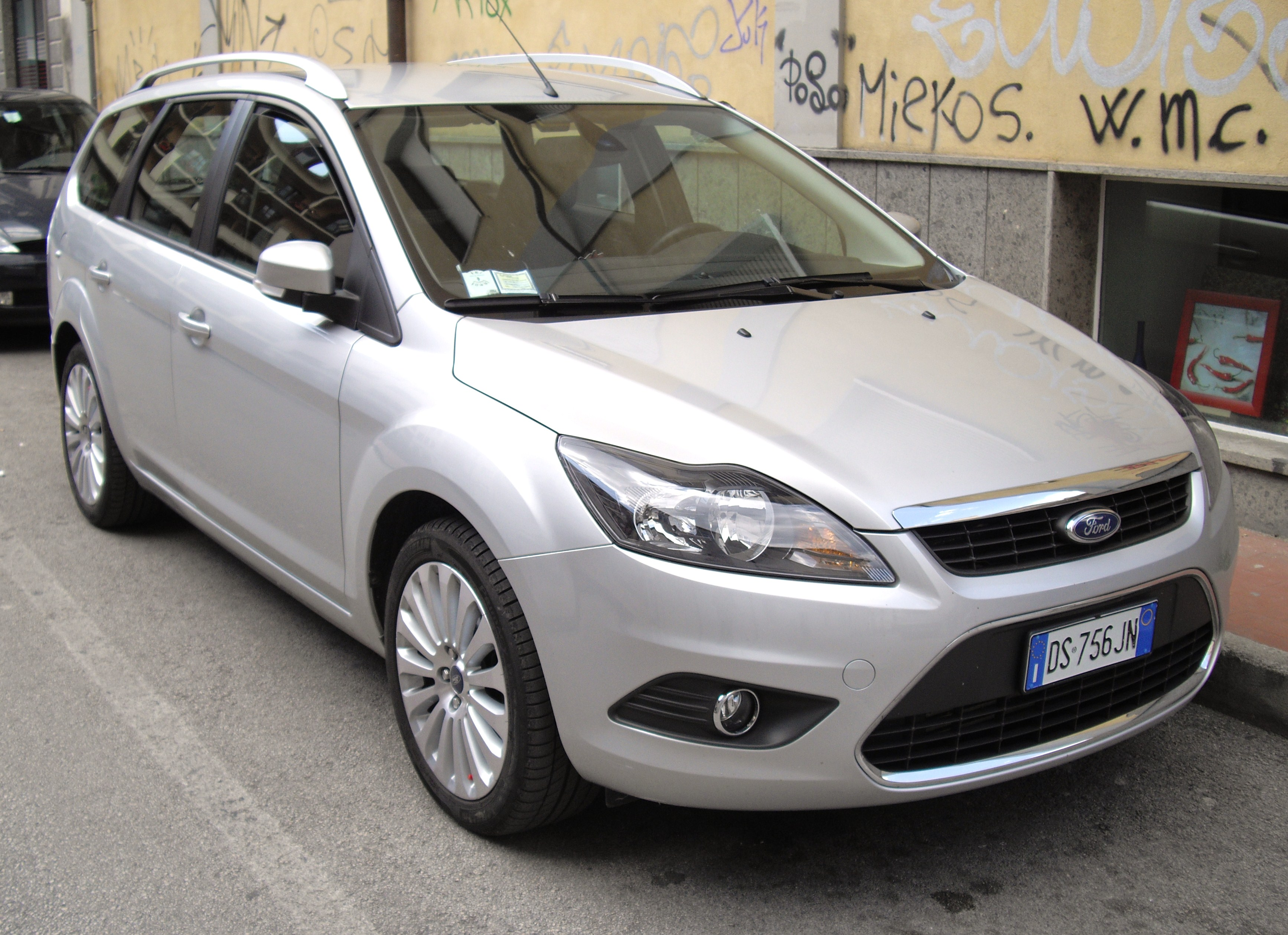
Focus II
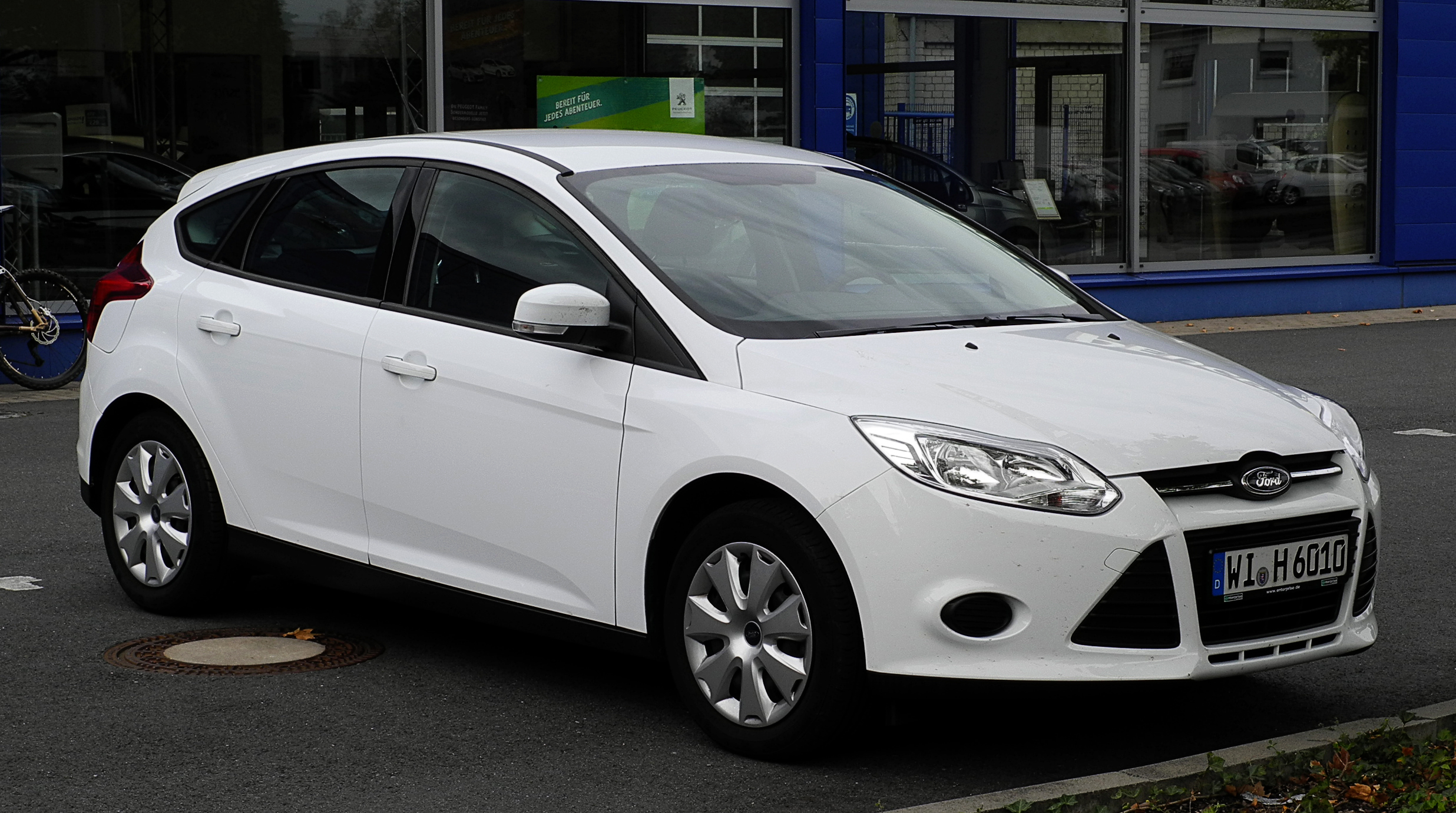
Focus III
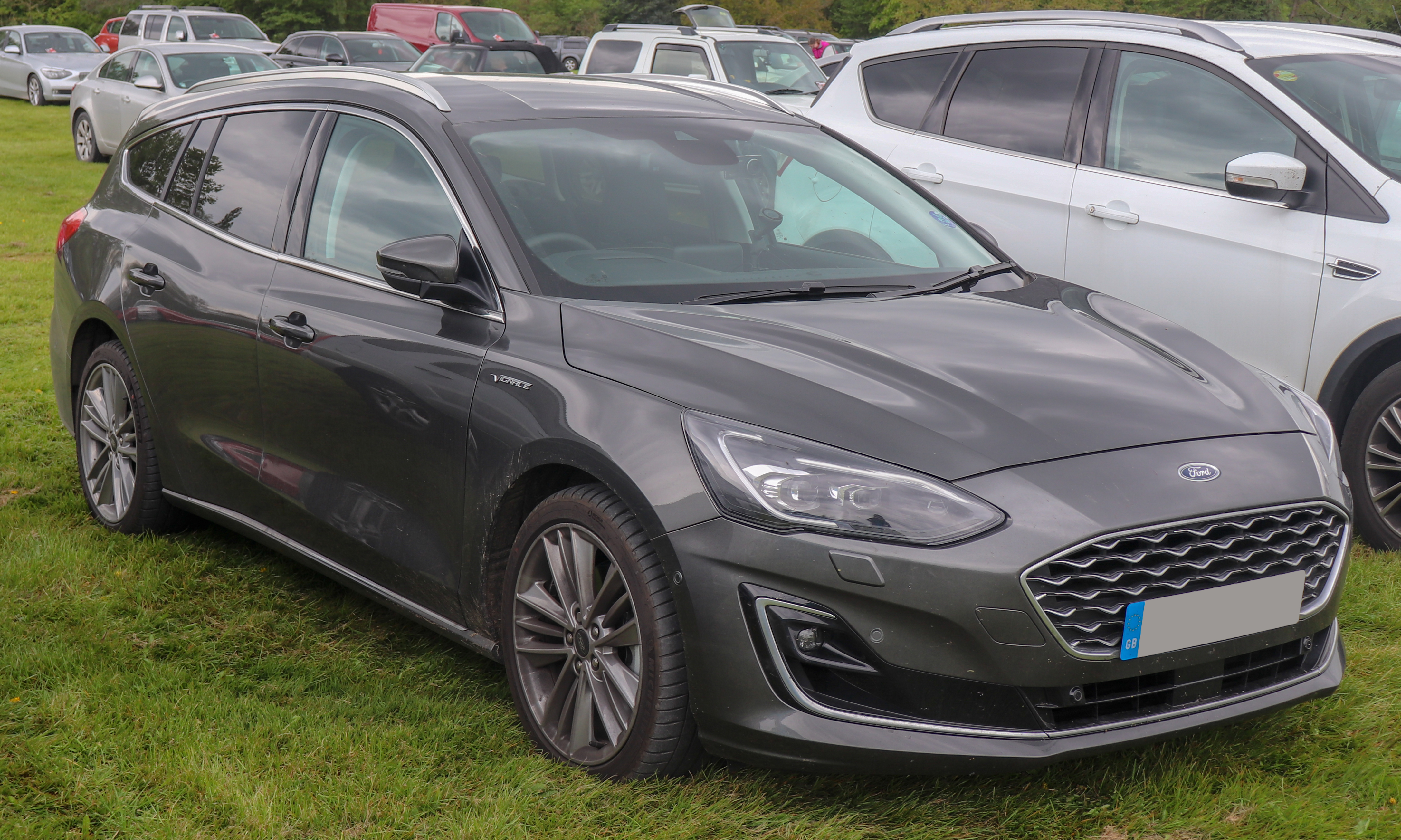
Focus IV
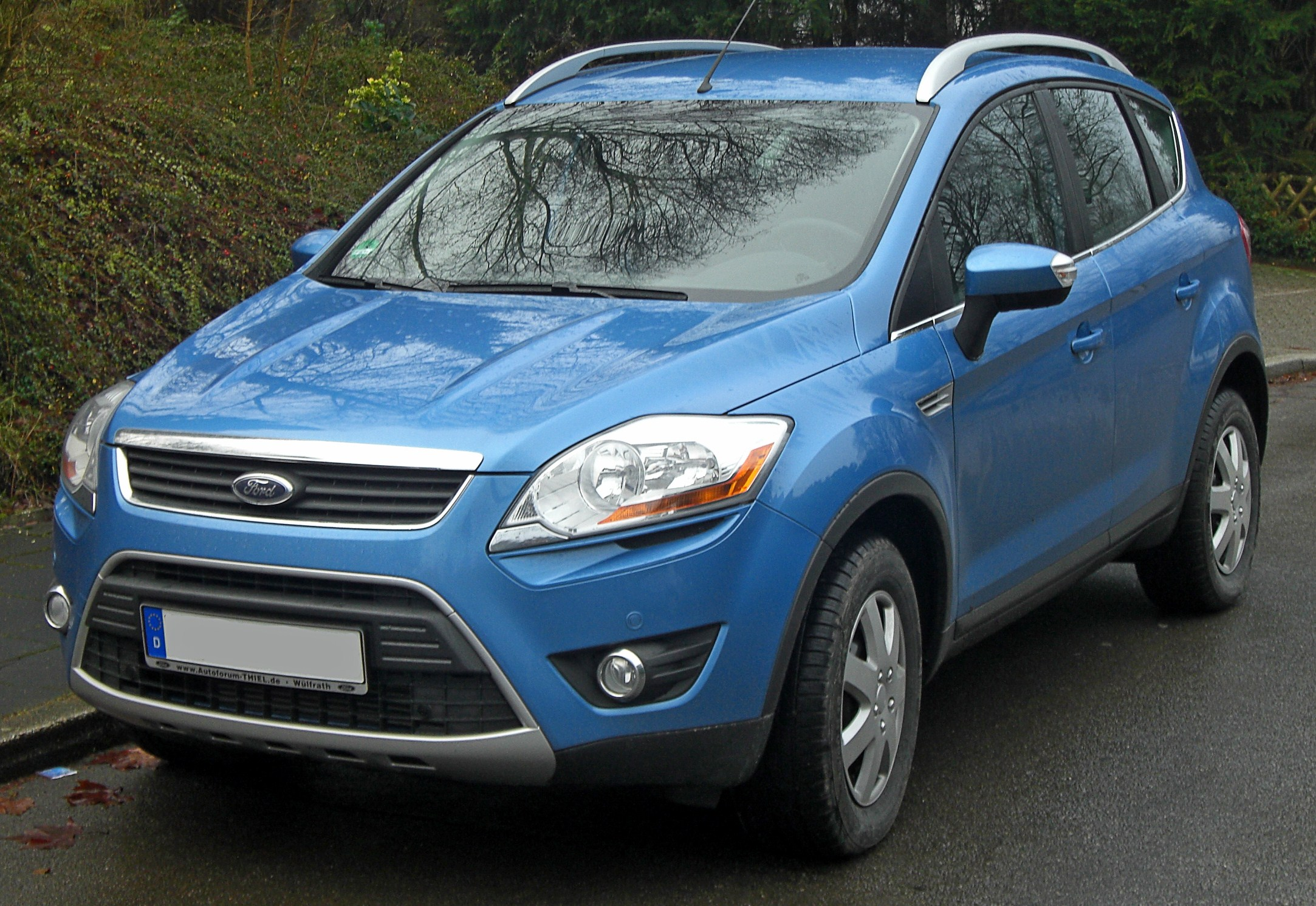
Kuga I
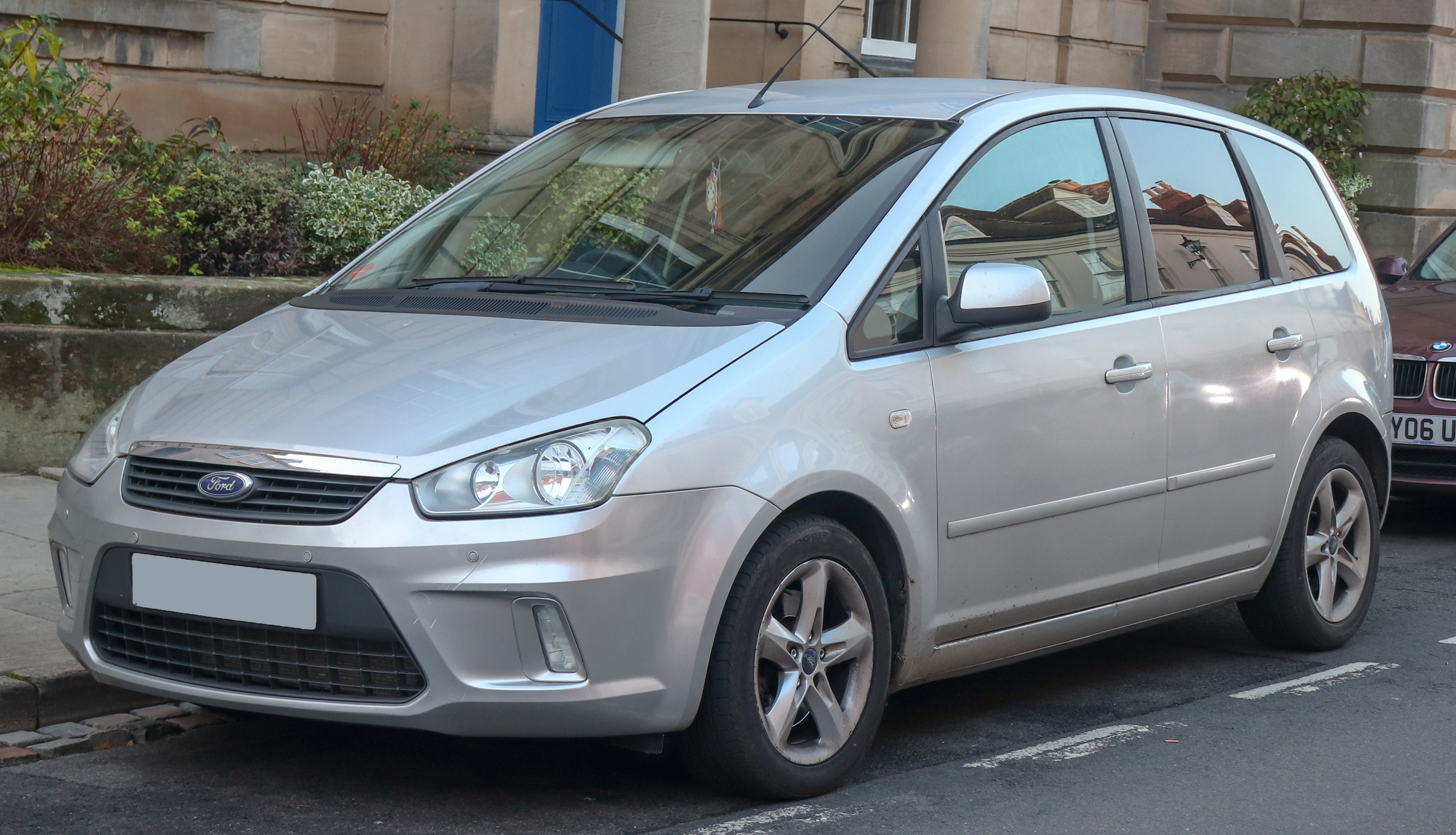
C-Max I
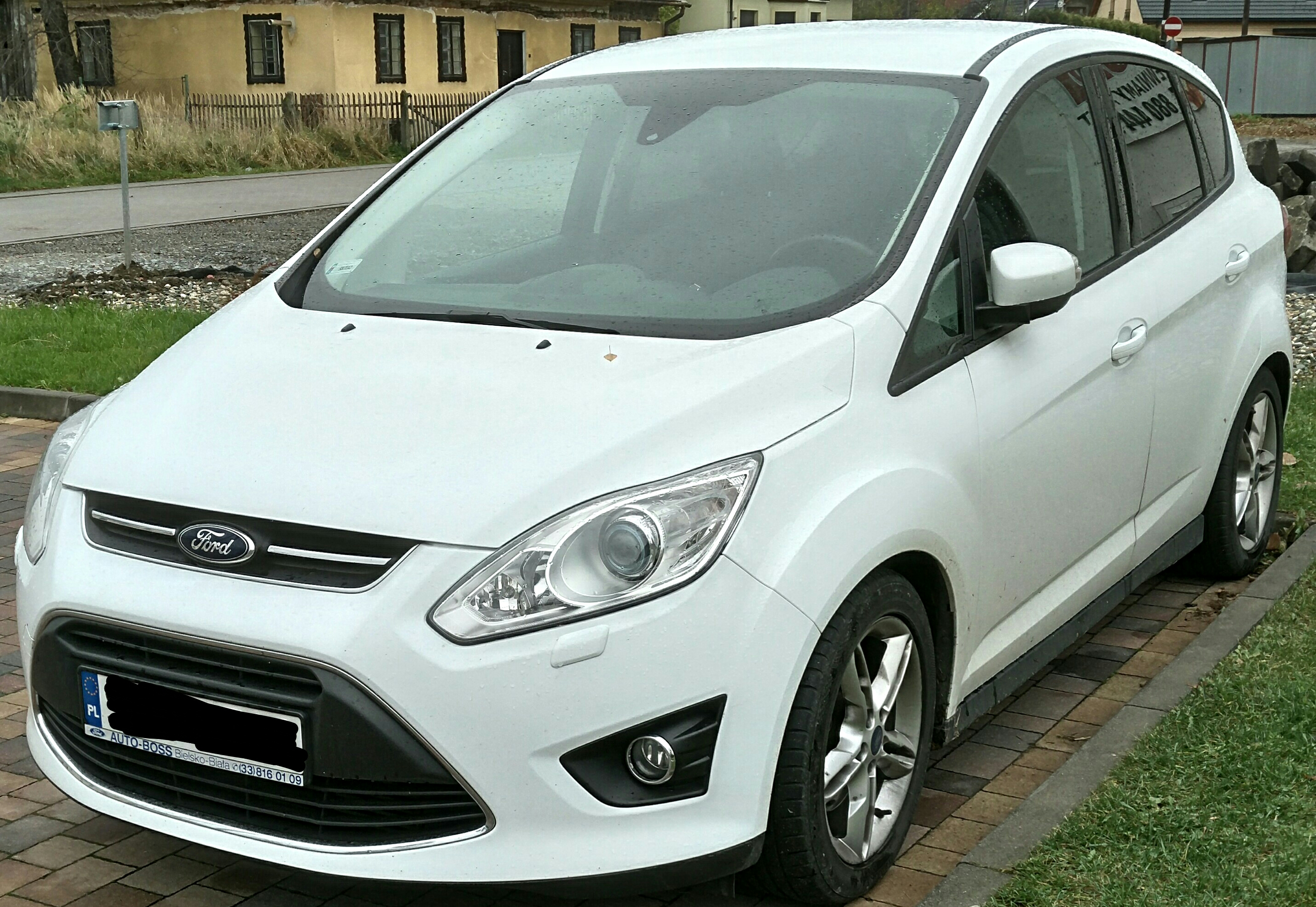
C-Max II

## Beschäftigtenzahlen
Die Mitarbeiterzahlen haben sich wie folgt entwickelt:
| Jahr | Mitarbeiter |
| ---- | ----------- |
| 1971 | 5600        |
| 1978 | 8100        |
| 1996 | 5600        |
| 1999 | 6500        |
| 2002 | 7200        |
| 2005 | 6800        |
| 2015 | 6199        |
| 2018 | 7255        |
| 2019 | 5409        |
| 2024 | 4400        |

Im Jahr 2005 beschäftigte das Werk 6800 Arbeitnehmer. Das Werk ist der drittgrößte privatwirtschaftliche Arbeitgeber im Saarland. 79 % der Mitarbeiter stammten aus Deutschland und 11 % aus dem etwa 10 km südlich gelegenen Frankreich. Es gab auch bedeutende Gruppen von Mitarbeitern aus Italien und der Türkei. 7 % der Belegschaft waren weiblich.